# Campeonato Europeo de Patinaje Artístico sobre Hielo de 1983
El LXXIV Campeonato Europeo de Patinaje Artístico sobre Hielo se realizó en Dortmund (RFA) del 1 al 6 de febrero de 1983. Fue organizado por la Unión Internacional de Patinaje sobre Hielo (ISU) y la Unión Alemana de Patinaje sobre Hielo.

## Resultados

### Masculino
| Puesto | Nombre            | País                | Puntos |
| ------ | ----------------- | ------------------- | ------ |
| Oro    | Norbert Schramm   | Alemania Occidental |        |
| Plata  | Jozef Sabovčík    | Checoslovaquia      |        |
| Bronce | Aleksandr Fadéyev | Unión Soviética     |        |

### Femenino
| Puesto | Nombre            | País                          | Puntos |
| ------ | ----------------- | ----------------------------- | ------ |
| Oro    | Katarina Witt     | República Democrática Alemana |        |
| Plata  | Yelena Vodorezova | Unión Soviética               |        |
| Bronce | Claudia Leistner  | Alemania Occidental           |        |

### Parejas
| Puesto | Nombre                          | País                          | Puntos |
| ------ | ------------------------------- | ----------------------------- | ------ |
| Oro    | Sabine Bäss / Tassilo Thierbach | República Democrática Alemana |        |
| Plata  | Yelena Válova / Oleg Vasíliyev  | Unión Soviética               |        |
| Bronce | Birgit Lorenz / Knut Schubert   | República Democrática Alemana |        |

### Danza en hielo
| Puesto | Nombre                               | País            | Puntos |
| ------ | ------------------------------------ | --------------- | ------ |
| Oro    | Natalia Bestemianova / Andréi Bukin  | Unión Soviética |        |
| Plata  | Olga Volozhinskaya / Alexandr Svinin | Unión Soviética |        |
| Bronce | Karen Barber / Nicholas Slater       | Reino Unido     |        |

## Medallero
| Núm. | País                          | Oro | Plata | Bronce | Total |
| ---- | ----------------------------- | --- | ----- | ------ | ----- |
| 1    | República Democrática Alemana | 2   | 0     | 1      | 3     |
| 2    | Unión Soviética               | 1   | 3     | 1      | 5     |
| 3    | Alemania Occidental           | 1   | 0     | 1      | 2     |
| 4    | Checoslovaquia                | 0   | 1     | 0      | 1     |
| 5    | Reino Unido                   | 0   | 0     | 1      | 1     |
|      | TOTAL                         | 4   | 4     | 4      | 12    |